# Rodéo (périodique)
Pour les articles homonymes, voir Rodéo (homonymie).
Rodéo est une revue petit format publiée par les Éditions Lug de mars 1955 à décembre 2003 sur 628 numéros en commençant au N°43. Les 42 premiers fascicules étant parus de septembre 1951 à février 1955 en récits complets.
Jean Frisano réalisa quelques couvertures pour le titre entre 1971 et 1981.
Si aujourd'hui, Rodéo est connu comme étant la revue de la série Tex, c'est en publiant Miki le ranger que son exceptionnelle  carrière a débuté. C'est seulement au N°277 que les aventures de Tex Willer prennent la place de série principale pour ne plus la quitter jusqu'à la fin. Au numéro 276 Miki le ranger quitte Rodéo (ses aventures continuent à être publié dans le périodique Nevada) et une nouvelle série Les deux de l'apocalypse apparait en seconde histoire, pour 86 épisodes.
À l'instar des autres petits formats de l'éditeur, Rodéo s'est arrêté en décembre 2003 à cause du non-renouvellement de la licence Bonelli. Tex Willer étant le personnage phare de cet éditeur italien.